# Onațke, Mirhorod
Onațke (în ucraineană Онацьке) este un sat în comuna Ostapivka din raionul Mirhorod, regiunea Poltava, Ucraina.

## Demografie
Componența lingvistică a localității Onațke
     Ucraineană (97,24%)
     Rusă (2,76%)
Conform recensământului din 2001, majoritatea populației localității Onațke era vorbitoare de ucraineană (97,24%), existând în minoritate și vorbitori de rusă (2,76%).